# Archanara impunctata
Archanara impunctata är en fjärilsart som beskrevs av Barend J. Lempke 1941. Archanara impunctata ingår i släktet Archanara och familjen nattflyn. Inga underarter finns listade i Catalogue of Life.